# Dezmosom
Dezmosom (lat. macula adherens) je vrsta međustaničnog spoja. Spada u čvrste spojeve. Mehanički povezuje susjedne stanice. Diskoidna je oblika. Može ga biti na cijeloj lateralnoj površini stanice u većem broju.
Ovu staničnu tvorbu čine dva susjedna hemidezmosoma koje odvaja zona u kojoj je gusti granulirani materijal.
- Dezmosom je stanična struktura specijalizirana za adhezije stanice na stanicu u životinjskim stanicama.
- Dijagram adhezije dezmosoma.